# Megarthroglossus sicamus
Megarthroglossus sicamus är en loppart som beskrevs av Jordan et Rothschild 1915. Megarthroglossus sicamus ingår i släktet Megarthroglossus och familjen mullvadsloppor. Inga underarter finns listade i Catalogue of Life.